# الحياة البرية في البحرين

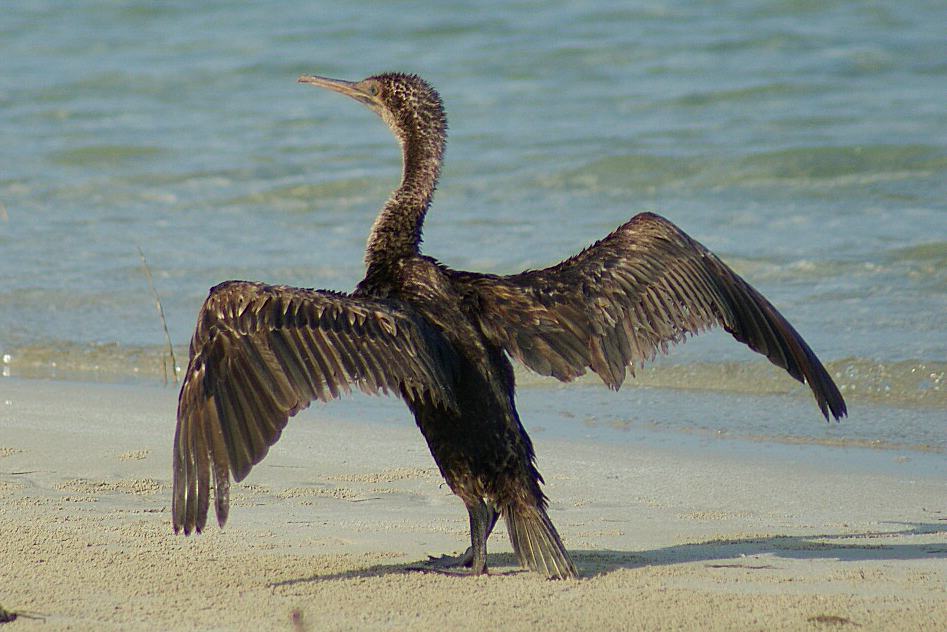
سلالات سقطرى الغاق في جزر حوار

الحياة البرية في البحرين تتنوع بين المجموعات النباتية والحيوانية لأرخبيل البحرين، وهي أكثر تنوعًا مما يمكن توقعه من هذه المجموعة الصغيرة من الجزر في الخليج العربي، بصرف النظر عما يحتويه شريط شمال وغرب الجزيرة الرئيسية للبلاد التي تزرع فيها محاصيل مثل البطاطس من خلال الري.
ولأن الأرض قاحلة خلال فصل الصيف الجاف الحار للغاية، والشتاء معتدل البرودة، والمياه الجوفية مالحة، فإن النباتات تحتاج إلى تعديلات من أجل البقاء. ورغم ذلك تم تسجيل 196 نوعًا من النباتات في البحرين، بالإضافة إلى حوالي سبعة عشر نوعًا من الثدييات الأرضية، والعديد من الطيور والزواحف، وعدد من الطيور المهاجرة التي تزور الجزر في الخريف والربيع.